# گوردن تامسون
گوردن تامسون (انگلیسی: Gordon Thomson; ۲۷ مارس ۱۸۸۴ – ۸ ژوئیهٔ ۱۹۵۳) فرد نظامی و قایقران روئینگ اهل بریتانیا بود.
وی همچنین برندهٔ جوایزی همچون مدال صلیب پرواز ممتاز (بریتانیا) شده‌است.